# The Power of the Nightstar
The Power of the Nightstar är det svenska power metal-bandet Dragonlands sjätte studioalbum, utgivet i oktober 2022 på AFM Records. Skivan gavs även ut i Ryssland och Japan, samt på vinyl. Det var bandets första album med trummisen Johan Nunez. Med en speltid på över en timme är det bandets längsta album.
Skivan gästades av bland andra Nils Patrik Johansson (Astral Doors, ex-Civil War), Freddy Persson (Nostradameus), Elize Ryd (Amaranthe) samt Richard Carnie (Ascension) som alla bidrog med sång.
Titelspåret, "Flight from Destruction" och "The Scattering of Darkness" släpptes som singlar. Till de två förstnämnda gjordes en musikvideo respektive textvideo.

## Låtlista
1. "The Awakening" – 1:59
2. "A Light in the Dark" – 5:31
3. "Flight from Destruction" – 4:35
4. "Through Galaxies Endless" – 4:30
5. "The Scattering of Darkness" – 5:31
6. "A Threat from Beyond the Shadows" – 5:57
7. "Aphelion" (instrumental) – 2:37
8. "Celestial Squadron" – 3:45
9. "Resurrecting an Ancient Technology" – 5:27
10. "The Power of the Nightstar" – 5:03
11. "Final Hour" – 6:22
12. "Journey's End" – 9:14
13. "Oblivion" (M83-cover) – 5:54

Bonusspår på japanska utgåvan
1. "The Sun Always Shines on TV" (A-ha-cover) – 5:05

## Medverkande
Musiker
- Jonas Heidgert – sång
- Jesse Lindskog – gitarr, keyboard
- Olof Mörck – gitarr
- Elias Holmlid – keyboard
- Anders Hammer – basgitarr
- Johan Nunez – trummor

Bidragande musiker
- Victor Holmlid – ljudklipp
- Julia Holmlid – sång
- Jesse Lindskog – akustisk gitarr
- Freddy Persson – körsång
- Fredrik Werner – körsång
- Michael Åberg – körsång
- Richard Carnie – sång
- Elize Ryd – sång
- Nils Patrik Johansson – sång
- Tommy Johansson – gitarr

Produktion
- Fraser Edwards – inspelningstekniker
- Jacob Hansen – mixning, mastering
- Irene Génova Dueňa – mixning
- Pedro Sena – omslagskonst
- Hiko Kramer – design, layout